# Шарпстин, Бен
Бенджамин «Бен» Шарпстин (англ. Benjamin "Ben" Sharpsteen; 4 ноября 1895, Такома, Вашингтон — 20 декабря 1980, Калистога, Калифорния) — американский режиссёр и продюсер, работавший для кинокомпании Walt Disney Pictures. За период своей карьеры в кино с 1920 по 1980 годы был режиссёром или продюсером 321 фильма.
Шарпстин основал музей, рассказывающий об истории первого миллионера Калифорнии Сэма Брэннэна, истории округа Напа, а также о жизни и творчестве его самого. Музей расположен в городе Калистога, штат Калифорния.
Он умер в округе Сонома, штат Калифорния.

## Избранная фильмография
- 1940 — Пиноккио — режиссёр;
- 1941 — Дамбо — режиссёр;
- 1948 — / Seal Island — продюсер;
- 1952 — Водоплавающие / Water Birds — режиссёр;
- 1953 — Страна медведей / Bear Country — продюсер;
- 1953 — Живая пустыня / The Living Desert — продюсер;
- 1954 — Исчезающая прерия — продюсер;
- 1955 — Люди против Арктики / Men Against the Arctic — продюсер;
- 1958 — Белая пустошь — продюсер;
- 1958 — / Ama Girls — продюсер;
- 1975 — / The Best of Walt Disney’s True-Life Adventures — продюсер).